# Chela chela
 (mai 2013).
Si vous disposez d'ouvrages ou d'articles de référence ou si vous connaissez des sites web de qualité traitant du thème abordé ici, merci de compléter l'article en donnant les références utiles à sa vérifiabilité et en les liant à la section « Notes et références ».
Né en 1964 avec la création de la Tanzanie, le chela chela est une musique urbaine locale tirée de l’Afro-jazz et mâtinée de mambo, de rumba et de soukouss.

## Sources
- Le chela chela